# آل غلومی
 آل غلومی  روستای کوچکی از توابع بخش مرکزی شهرستان بندر لنگه در استان هرمزگان واقع در جنوب ایران.
این روستا در ۳ کیلومتری شرق روستای بارچاه واقع می‌باشد.

## محدوده آل غلومی
از شمال کنگ، از جنوب باورد، از مغرب بارچاه، و از سمت مشرق به گزیر محدود می‌گردد.

## جمعیت
دارای ۱۵۰ نفر جمعیت می‌باشد که اهل سنت و از پیروان امام محمد ادریس شافعی هستند.
دارای مسجد و برکه (آب‌انبار) می‌باشد. بزبان فارسی به لهجه محلی تکلم می‌کنند.

## پیشه
پیشهٔ بیشتر مردم این روستا دامداری و کشاورزی و بازرگانی است.